# Maghnes Akliouche
Maghnes Akliouche (Tremblay-en-France, 25 febbraio 2002) è un calciatore francese, centrocampista del Monaco e della nazionale Under-21 francese.

## Biografia
Cresciuto nella periferia di Parigi, ha giocato al Torcy come Pogba prima di esser chiamato nel settore giovanile importante del Monaco.

## Caratteristiche tecniche
Trova il suo ruolo ideale come ala destra, posizione in cui si dimostra efficace nel dribbling, in velocità e nel fornire assist ai compagni.
Può ricoprire anche il ruolo di trequartista, dove mette in evidenza un'ottima tecnica palla al piede.
Considerato un gran talento del calcio francese, per la sua tecnica è stato accostato a nomi molto importanti come Zlatan Ibrahimovic e Youri Djorkaeff. Il suo idolo però è il connazionale e fuoriclasse francese Zinedine Zidane.

## Carriera

### Club
Giovanili e crescita nel Monaco
Nato in Francia da genitori di origini algerine, è cresciuto nel settore giovanile del Monaco. Ha esordito con i Rouges et Blancs il 16 ottobre 2021 disputando l'incontro di Ligue 1 perso per 2-0 contro l'Olympique Lione.
Il 13 agosto 2023 segna il suo primo goal in Ligue 1, nella vittoria in trasferta per 2-4 contro il Clermont. Il 30 settembre seguente segna una doppietta nella vittoria per 3-2 contro il Marsiglia. Conclude la sua stagione con 7 goal e 4 assist in 28 presenze di Ligue 1.
Il 19 settembre 2024 segna un goal nella prestigiosa vittoria per 2-1 contro il Barcellona in Champions League. Il 22 ottobre si unisce ai marcatori nella vittoria per 5-1 contro la Stella Rossa. Il 22 novembre 2024 segna una doppietta nella vittoria contro il Brest per 3-2. Contribuisce al secondo posto in Ligue 1, con 5 goal e 10 assist in 32 presenze.

### Nazionale
Ha giocato nelle nazionali giovanili francesi Under-20 ed Under-21.
Nel 2024 ha partecipato ai Giochi Olimpici di Parigi, nei quali ha vinto una medaglia d'argento.

## Statistiche

### Presenze e reti nei club
Statistiche aggiornate al 29 gennaio 2025.
| Stagione        | Squadra         | Campionato      | Campionato | Campionato | Coppe nazionali | Coppe nazionali | Coppe nazionali | Coppe continentali | Coppe continentali | Coppe continentali | Altre coppe | Altre coppe | Altre coppe | Totale | Totale |
| Stagione        | Squadra         | Comp            | Pres       | Reti       | Comp            | Pres            | Reti            | Comp               | Pres               | Reti               | Comp        | Pres        | Reti        | Pres   | Reti   |
| --------------- | --------------- | --------------- | ---------- | ---------- | --------------- | --------------- | --------------- | ------------------ | ------------------ | ------------------ | ----------- | ----------- | ----------- | ------ | ------ |
| 2020-2021       | Monaco 2        | N2              | 6          | 0          | -               | -               | -               | -                  | -                  | -                  | -           | -           | -           | 6      | 0      |
| 2021-2022       | Monaco 2        | N2              | 11         | 3          | -               | -               | -               | -                  | -                  | -                  | -           | -           | -           | 11     | 3      |
| Totale Monaco 2 | Totale Monaco 2 | Totale Monaco 2 | 17         | 3          |                 | -               | -               |                    | -                  | -                  |             | -           | -           | 17     | 3      |
| 2021-2022       | Monaco          | L1              | 7          | 0          | CF              | 2               | 0               | UCL+UEL            | 0                  | 0                  | -           | -           | -           | 9      | 0      |
| 2022-2023       | Monaco          | L1              | 11         | 0          | CF              | 1               | 1               | UEL                | 1                  | 0                  | -           | -           | -           | 13     | 1      |
| 2023-2024       | Monaco          | L1              | 28         | 7          | CF              | 3               | 1               | -                  | -                  | -                  | -           | -           | -           | 31     | 8      |
| 2024-2025       | Monaco          | L1              | 19         | 5          | CF              | 0               | 0               | UCL                | 8                  | 2                  | SF          | 1           | 0           | 28     | 7      |
| Totale Monaco   | Totale Monaco   | Totale Monaco   | 65         | 12         |                 | 6               | 2               |                    | 9                  | 2                  |             | 1           | 0           | 81     | 16     |
| Totale carriera | Totale carriera | Totale carriera | 82         | 15         |                 | 6               | 2               |                    | 9                  | 2                  |             | 1           | 0           | 98     | 19     |

### Cronologia presenze e reti in nazionale
| Cronologia completa delle presenze e delle reti in nazionale ― Francia olimpica | Cronologia completa delle presenze e delle reti in nazionale ― Francia olimpica | Cronologia completa delle presenze e delle reti in nazionale ― Francia olimpica | Cronologia completa delle presenze e delle reti in nazionale ― Francia olimpica | Cronologia completa delle presenze e delle reti in nazionale ― Francia olimpica | Cronologia completa delle presenze e delle reti in nazionale ― Francia olimpica | Cronologia completa delle presenze e delle reti in nazionale ― Francia olimpica | Cronologia completa delle presenze e delle reti in nazionale ― Francia olimpica |
| Data                                                                            | Città                                                                           | In casa                                                                         | Risultato                                                                       | Ospiti                                                                          | Competizione                                                                    | Reti                                                                            | Note                                                                            |
| ------------------------------------------------------------------------------- | ------------------------------------------------------------------------------- | ------------------------------------------------------------------------------- | ------------------------------------------------------------------------------- | ------------------------------------------------------------------------------- | ------------------------------------------------------------------------------- | ------------------------------------------------------------------------------- | ------------------------------------------------------------------------------- |
| 24-7-2024                                                                       | Marsiglia                                                                       | Francia olimpica                                                                | 3 – 0                                                                           | Stati Uniti olimpica                                                            | Olimpiadi 2024 - 1º turno                                                       | -                                                                               | 70’                                                                             |
| 27-7-2024                                                                       | Nizza                                                                           | Francia olimpica                                                                | 1 – 0                                                                           | Guinea olimpica                                                                 | Olimpiadi 2024 - 1º turno                                                       | -                                                                               | 58’                                                                             |
| 30-7-2024                                                                       | Marsiglia                                                                       | Nuova Zelanda olimpica                                                          | 0 – 3                                                                           | Francia olimpica                                                                | Olimpiadi 2024 - 1º turno                                                       | -                                                                               | 65’                                                                             |
| 2-8-2024                                                                        | Bordeaux                                                                        | Francia olimpica                                                                | 1 – 0                                                                           | Argentina olimpica                                                              | Olimpiadi 2024 - Quarti di finale                                               | -                                                                               | 80’ 88’                                                                         |
| 5-8-2024                                                                        | Lione                                                                           | Francia olimpica                                                                | 3 – 1 dts                                                                       | Egitto olimpica                                                                 | Olimpiadi 2024 - Semifinale                                                     | -                                                                               | 118’                                                                            |
| 9-8-2024                                                                        | Parigi                                                                          | Francia olimpica                                                                | 3 – 5 dts                                                                       | Spagna olimpica                                                                 | Olimpiadi 2024 - Finale                                                         | 1                                                                               | 52’                                                                             |
| Totale                                                                          |                                                                                 | Presenze                                                                        | 6                                                                               |                                                                                 | Reti                                                                            | 1                                                                               |                                                                                 |